# Holger Zschäpitz
Holger Zschäpitz (* 1971) ist ein deutscher Journalist, Autor und Redakteur. Er ist leitender Wirtschaftsredakteur bei der Zeitung Die Welt.

## Leben und Wirken
Zschäpitz erlangte im Jahr 1992 sein Abitur. Nach einer Ausbildung zum Facharbeiter für Datenverarbeitung studierte er an der FU Berlin Publizistik und Volkswirtschaftslehre. Seit dem Jahr 2000 ist er leitender Wirtschaftsredakteur der Welt-Gruppe. Gelegentlich schreibt Zschäpitz für die Zeitungen Business Insider, Handelszeitung und andere Medien. Zudem ist er als externer Dozent an der FU Berlin tätig.
Zschäpitz ist an mehreren Podcasts beteiligt: Er moderiert zeitweise den Montag bis Freitag erscheinenden Börsenpodcast „Alles auf Aktien – der tägliche Börsen-Shot“ sowie den wöchentlich erscheinenden Podcast „Deffner & Zschäpitz: Wirtschaftspodcast von WELT“ (gemeinsam mit Dietmar Deffner).
Er ist mit der Journalistin Katja Losch verheiratet, zusammen haben sie zwei Kinder und leben in Berlin.

## Autor
- Holger Zschäpitz und Matthias Iken: Börse frontal: Risiko und Vorsicht – mit Bulle und Bär zur besten Anlagestrategie. Econ Verlag, 2001. ISBN 978-3430199810.
- Holger Zschäpitz und Kai A. Konrad: Schulden ohne Sühne: Warum der Absturz der Staatsfinanzen uns alle trifft. Verlag C. H. Beck, 2010. ISBN 978-3406606885.
- Holger Zschäpitz und Kai A. Konrad: Schulden ohne Sühne?: Was Europas Krise uns Bürger kostet. Deutscher Taschenbuch Verlag, 2012. ISBN 978-3423347334.

## Auszeichnungen
- 2017: Deutscher Journalistenpreis (Kategorie Vermögensverwaltung)[7]